# Irisberto Herrera
Irisberto Herrera (ur. 7 grudnia 1968) – kubański szachista, reprezentant Hiszpanii od 2007, arcymistrz od 1999 roku.

## Kariera szachowa
W latach 1989–2003 wielokrotnie starował w finałach indywidualnych mistrzostw Kuby, największy sukces osiągając w 1996 r. w Las Tunas, gdzie wspólnie z Julio Becerra Rivero podzielił I m.. W tym samym roku jedyny raz w swojej karierze wystąpił na szachowej olimpiadzie, zwyciężył również w kołowym turnieju w Hawanie. Kolejne sukcesy odniósł w 1999 r.: zwyciężył (wspólnie z Lazaro Bruzonem) w grupie B memoriału Guillermo Garcia Gonzalezeza w Santa Clarze oraz zajął II m. (za Olegiem Korniejewem) w otwartym turnieju w A Corunie. W 2000 r. podzielił II m. (za Olegiem Korniejewem, wspólnie z m.in. Ewgenim Janewem) w Vilagarcía de Arousa. W 2001 r. podzielił I m. w Madrycie (wspólnie z Radkiem Kalodem i Frankiem de la Pazem Perdomo), natomiast w 2002 zwyciężył w turnieju Malaga Open oraz w turnieju Premier II memoriału Jose Raula Capablanki w Hawanie. W 2003 r. zajął I m. w Ortigueirze, natomiast w 2004 podzielił II m. (za Iwanem Czeparinowem, wspólnie z Aleksą Strikoviciem) w Ferrol.
Najwyższy ranking w karierze osiągnął 1 lipca 1999 r., z wynikiem 2487 punktów zajmował wówczas 9. miejsce wśród kubańskich szachistów.